# 佛羅里達鎮區 (印第安納州帕克縣)
佛羅里達鎮區（英語：Florida Township）是位於美國印地安納州帕克縣的一個行政鎮區。

## 地方資料
根據2010年美國人口普查的數據，佛羅里達鎮區的面積為125.50平方千米，當中陸地面積為124.80平方千米，而水域面積為0.70平方千米。當地共有人口2378人，而人口密度為每平方千米18.95人。